# Otto al III-lea, duce al Bavariei
Otto al III-lea al Bavariei (n. 11 februarie 1261, Burghausen, Bayerischer Reichskreis⁠(d), Duchy of Lower Bavaria⁠(d) – d. 9 noiembrie 1312, Landshut, Bavaria, Germania) aparținând Casei de Wittelsbach, a fost duce al Bavariei Inferioare din 1290 până în 1312 și rege al Ungariei sub numele Béla al V-lea din 1305 până în 1307.

## Biografie

### Originea
Tatăl lui Otto a fost ducele Henric al XIII-lea, iar bunicul său a fost ducele Otto al II-lea al Bavariei. Otto avea dreptul la moștenirea tronului Ungariei datorită descendenței mamei sale Elisabeta a Ungariei (1236–1271).

### Primii ani ca Duce al Bavariei Inferioare
Conform unei înțelegeri stabilite de tatăl său, Otto a devenit conducător unic al Bavariei Inferioare în 1290, iar când frații săi Ludovic al III-lea și Ștefan I au devenit coregenți în 1294, aceștia s-au supus conducerii lui.
Otto a fost dorea să obțină Ducatul Stiria și de aceea a urmat o politică anti-habsburgică fiind de partea lui Adolf de Nassau oponentul lui Albert I de Habsburg. În 1292 Otto a sprijinit revolta anti-habsburgică a nobililor din Stiria, dar fără succes.
În 1298 Otto a luptat, alături de vărul său Rudolf I al Palatinatului, fără succes în Bătălia de la Göllheim de partea lui pentru Adolf de Nassau care a căzut în această luptă. Otto însuși a fost rănit. Noul rege romano-german Albert I i-a retras lui Otto proprietățile Parkstein și Weiden, care aparținuseră anterior familiei Hohenstaufen și pe care le-a dat regelui Venceslau al II-lea al Boemiei.

### Rege al Ungariei
După ce lui Otto i s-a oferit Coroana Sfântului Ștefan în 1301, după ce dinastia Arpadiană se stinsese, el a refuzat-o inițial datorită situației politice interne dificile din Ungaria. Otto l-a sprijinit pe Venceslau împotriva lui Albert I, iar când i s-a oferit din nou coroana Ungariei, el a mers la curtea din Praga în iulie 1305, unde noul rege al Boemiei, Venceslau al III-lea a renunțat oficial la a pretinde tronul Ungariei. Deoarece Albert îi blocase drumul prin Austria, Otto a căltorit deghizat în negustor ajungând la Buda pe 11 noiembrie 1305. Cronica ilustrată a Ungariei scrie următoarele despre această călătorie:
„Când Sfânta Coroană a fost adusă înapoi în Ungaria de către pomenitul Otto, de frica dușmanilor, acesta a dat ordin unui tâmplar să o ascundă într-un butoi. Într-o noapte liniștită, în timp ce călăreau pe un drum de țară, pe unde treceau mulți oameni, s-a desprins cureaua cu care butoiul era legat de șa ca un vas pentru vin. Acesta a căzut fără ca cineva să observe. Când au văzut în zorii zilei că prețioasa comoară dispăruse, s-au întors îngroziți – cât au putut mai repede – pe același drum pe care veniseră. Acolo au găsit coroana căzută pe pământ, pe drumul de țară și nimeni nu o găsise înaintea lor.
[...]

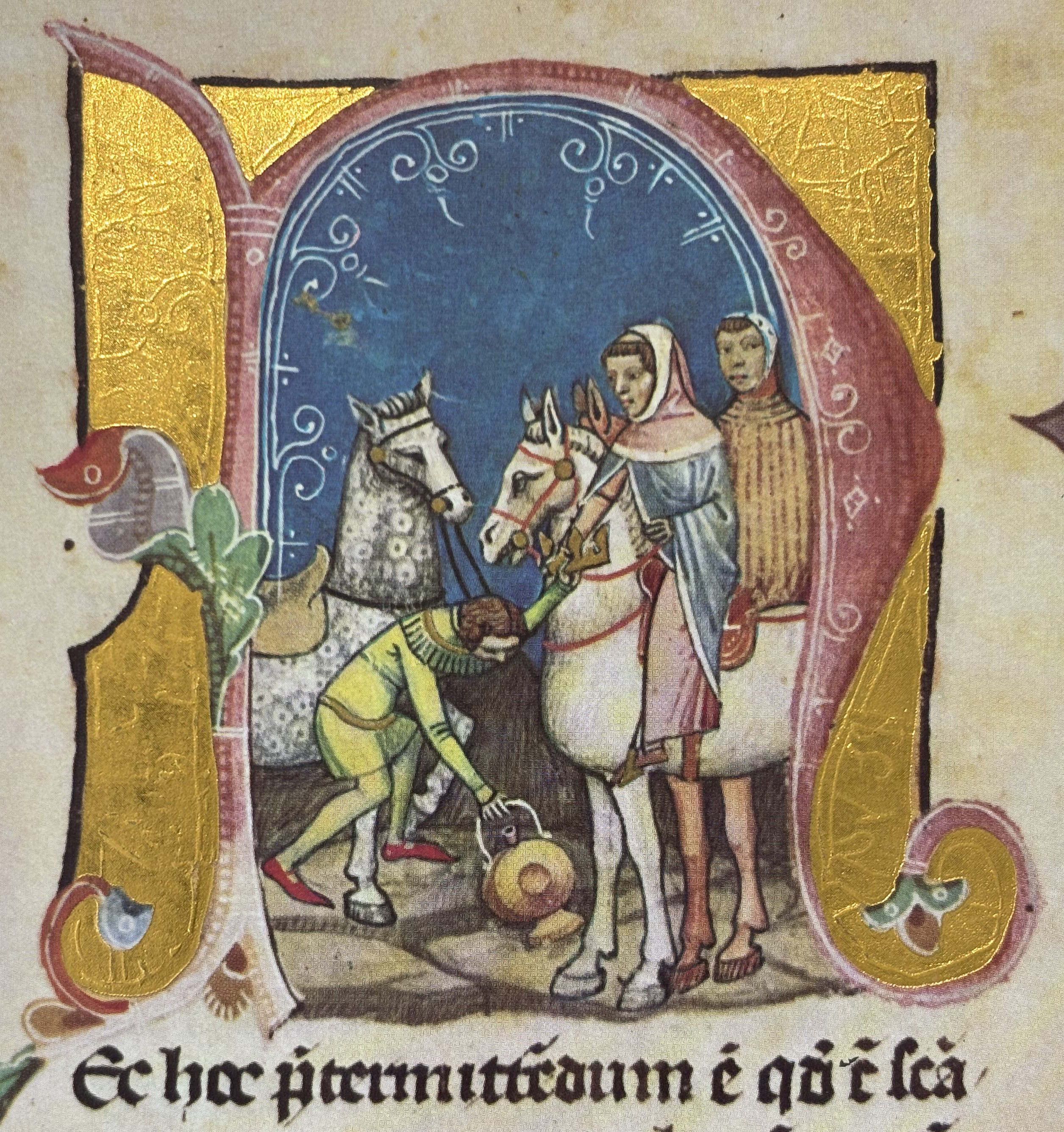
Scena găsirii coroanei pierdute (Cronica ilustrată a Ungariei)

Acesta este cu adevărat un miracol care nu trebuie trecut sub tăcere! Căci cum aș putea să înțeleg că el „a pierdut coroana”? Poate doar prin aceea că unui  prinț nu-i era permis să poarte coroana până la sfârșitul vieții sale dacă o pierduse - el pierdea coroana precum și onoarea sa. - Și cum putuse fi găsită doar de cel ce o purtase? Asta înseamnă că Pannonia nu putea pierde niciodată coroana dăruită de cer.”
În sfârșit pe 6 decembrie 1305 Otto a fost încoronat rege al Ungariei sub numele Béla al V-lea la Székesfehérvár (Stuhlweissenburg). El a ales numele după bunicul său, regele Béla al IV-lea, pentru a sublinia dreptul lui de a pretinde tronul Ungariei. Otto a fost încoronat de Benedict al III-lea, episcopul de Veszprém și de Anton I, episcopul de Cenad (Csanád). Arhiepiscopul de Esztergom, singurul care avea dreptul de a încorona regii maghiari fiind Primat al Ungariei, a refuzat să facă asta el fiind de partea Casei de Anjou.
În cele din urmă însă, atât politica sa dusă în Ungaria, cât și cea din Austria au eșuat. Începând cu sfârșitul anului 1306, după terminarea perioadei de armistițiu de un an, rivalul său, Carol Robert de Anjou, a cucerit teritorii ale Ungariei. Papa Clement al V-lea, care provenea din Franța, era de partea lui Carol Robert. El i-a interzis lui Otto să folosească titlul de rege. Otto, care avea susținători mai ales în vestul și nordul Ungariei, se pare că spera să obțină avantaje prin apropierea de magnații regiunilor sud-estice, el călătorind în primăvara anului 1307 în Transilvania. În iunie 1307 Otto a fost capturat în timpul unei vizite a voievodului Transilvaniei, Ladislau Kán al III-lea, care nu recunoștea pe nici unul din ei ca rege. Schimbarea atitudinii lui Kán este atribuită Casei de Anjou, a cărei influență crescuse între timp, precum și atitudinii Habsburgilor.
În octombrie 1307, în timp ce era prizonier, Otto a recunoscut stăpânirea lui Carol Robert de Anjou în Ungaria. Curând el a fost predat lui Ugrinus Csák, partizanului Casei de Anjou, doar în scopul obținerii unei sume mai mari de bani ca răscumpărare. După eliberare Otto a fost alungat din Ungaria și s-a refugiat la vărul său Henric al III-lea, ducele de Glogau, unde s-a logodit cu fiica acestuia, Agnes.

### Ultimii ani ca Duce al Bavariei Inferioare
În februarie 1308 Otto s-a întors la Landshut, unde pe 18 mai 1309 s-a căsătorit cu Agnes. În timpul absenței lui Otto, fratele său, Ștefan, a guvernat singur Bavaria Inferioară, dar acesta a murit în 1310 în timpul unui nou război împotriva Habsburgilor. Conflictul prelungit cu Habsburgii, care a dus la devastarea orașului Burghausen în 1310, s-a sfârșit abia pe 2 februarie 1311 printr-o pace încheiată la Salzburg. Propriile acțiuni și datoriile lăsate de frații săi, care muriseră între timp, i-au cauzat mari probleme financiare lui Otto. Deși el crescuse deja impozitele în 1295, după întoarcerea sa din Ungaria, a perceput suplimentar o taxă de urgență. Tot atunci Otto a inclus în sigiliul și stema sa crucea patriarhală, care din vremea regelui Bela al IV-lea făcea parte din stema regală ungară. Otto și Agnes au purtat titlul regal maghiar pentru tot restul vieții.
Prin documentul numit Ottonische Handfeste emis în 1311, în schimbul unui impozit unic pe vite, el a acordat nobilimii și clerului jurisdicția micilor delicte în schimbul unei plăți. Până atunci această jurisdicție aparținuse doar suveranului. În mod deosebit aventura ocupării tronului Ungariei a provocat poveri financiare considerabile și de aceea Otto a trebuit să acorde concesii nobililor ceea ce a marcat începutul dezvoltării efective a stărilor bavareze. Dreptul de a acorda permisiuni fiscale dat stărilor  din Bavaria prin Ottonische Handfeste, împreună cu documentul Schnaitbacher, emis de ducii Bavariei Superioare în 1302, a marcat începutul parlamentarismului în Bavaria.
Otto a murit în septembrie 1312 și a fost înmormântat în Mănăstirea Seligenthal de lângă Landshut. El a fost succedat de fiul său Henric, născut în 1312, care s-a aflat sub tutela ducilor Bavariei Superioare, Rudolf și Ludovic, ca și cei doi nepoți minori ai lui Otto, fiii fratelui său Ștefan.

## Căsătorii și descendenți
Din căsătoria cu Caterina de Habsburg (n.c. 1256 – d. 1282), fiica regelui Rudolf I, au rezultat doi copii:
- Rudolf (n. / d. 1280),
- Henric (n. / d. 1280).

Din căsătoria cu Agnes de Glogau (n. 1293/1296 – d. 1361), fiica ducelui Henric al III-lea de Glogau, au rezultat doi copii:
- Agnes (n. 1310 – d. 1360), căsătorită cu contele Henric al IV-lea de Ortenburg,
- Henric al XV-lea (n. 1312 – d. 1333)[11], duce al Bavariei.